# Piero Di Siena
Piero Di Siena (Rionero in Vulture, 29 giugno 1948) è un politico e giornalista italiano.

## Biografia
Dopo la laurea in Storia e Filosofia, dal 1975 al 1983 fu ricercatore presso la cattedra di storia contemporanea all'Università di Bari. In politica ebbe il primo importante incarico quando nel 1978 divenne segretario provinciale del Partito Comunista Italiano di Potenza; nel 1981 assunse la carica di segretario regionale della Basilicata.
A livello nazionale Di Siena divenne nel 1988 responsabile nazionale del partito per le politiche sociali e coordinatore del gruppo di lavoro fondato per organizzare l'ultima conferenza programmatica del PCI. Nello stesso anno fu redattore della rivista Rinascita e dal 1991 dell'Unità di cui diresse le pagine economiche dal 1999 al 2000. Inoltre, dal 1991 per due anni fu direttore con Antonio Bassolino della rivista quadrimestrale di cultura politica Asterischi. Nel 1995 fondò il trimestrale Finesecolo con Adriana Buffardi. In quel periodo coordinò con Vittorio Rieser un'inchiesta sulla condizione degli operai dello stabilimento Fiat di Melfi. Collaborò con diversi quotidiani e periodici della sinistra come Il manifesto, Critica Marxista, Aprile, Rassegna sindacale e Democrazia e Diritto.
Dopo lo scioglimento del Partito Comunista Italiano, Di Siena aderì nel 1991 al Partito Democratico della Sinistra e poi nel 1998 ai Democratici di Sinistra.
Nel 2001 fu eletto senatore nella XIV Legislatura. In Senato, oltre a membro della Commissione Lavoro, fu prima segretario e poi vicepresidente del gruppo dei Democratici di Sinistra. Nel 2006, dopo la rielezione, Di Siena aderì al gruppo dell'Ulivo e l'anno successivo, con lo scioglimento dei DS, al gruppo di Sinistra Democratica fino al 2008. Ha fatto parte della Commissione Lavoro.
Nel 2004 ha continuato la sua attività editoriale e giornalistica fondato il trimestrale Decanter, rivista della sinistra lucana, diretta da Antonio Califano e Anna Maria Riviello. Nel 2007 prese il posto di Aldo Tortorella alla guida dell'Associazione per il Rinnovamento della Sinistra dove rimase fino al 2012. Nel 2008, dopo la sconfitta elettorale di La Sinistra l'Arcobaleno, partecipò alla nascita del Movimento Politico per la Sinistra di cui divenne portavoce nazionale con Bianca Pomeranzi.